# Río Grande (Veraguas)
Río Grande ist ein Corregimiento des Bezirks Soná in der Provinz Veraguas in Panama. Bei der Volkszählung im Jahr 2023 hatte es 1416 Einwohner. Das Corregimiento erstreckt sich über eine Fläche von 152,4 km².

## Bevölkerung
Die folgende Tabelle zeigt die Bevölkerung des Corregimientos Río Grande, wie es in den Volkszählungen 2000, 2010 und 2023 erfasst wurde.
| Jahr         | 2000 | 2010 | 2023 |
| ------------ | ---- | ---- | ---- |
| Einwohner    | 3317 | 3674 | 1416 |
| davon Männer | 1863 | 2024 | 768  |
| davon Frauen | 1454 | 1650 | 648  |

## Orte
Im Corregimiento Río Grande befinden sich folgende Orte:
- Arrimadero
- Bijagual
- Cabecera de Quebrada Grande
- Cabecera de Río Grande
- Carrizal
- Cerro Uvito
- El Banco
- El Tigre de San Lorenzo
- El Ñopo
- Hacienda Varón
- La Máquina
- La Zumbona
- Las Valdeses
- Los Machos
- Madre Vieja
- Madre Vieja Arriba
- Mata Palo
- Nuevo Chorrillito
- Paredón
- Quebrada Grande
- Remolino
- Río Grande
- Senegal